# Withius arabicus
Espèce
Withius arabicus est une espèce de pseudoscorpions de la famille des Withiidae.

## Distribution
Cette espèce est endémique d'Arabie saoudite. Elle se rencontre vers Qaraah.

## Étymologie
Son nom d'espèce lui a été donné en référence au lieu de sa découverte, l'Arabie.

## Publication originale
- Mahnert, 1980 : Arachnids of Saudi Arabia. Pseudoscorpiones. Fauna of Saudi Arabia, vol. 2, p. 32-48.